# Татальское сельское муниципальное образование
Татальское сельское муниципальное образование — сельское поселение в Юстинском районе Калмыкии. Административный центр - посёлок Татал.

## География
Татальское СМО расположено в северной части Юстинского района и граничит:
- на севере - с Астраханской областью;
- на востоке – Цананаманским СМО;
- на юго-востоке – с Харбинским СМО;
- на юге – с Юстинским СМО;
- на западе и северо-западе – с Барунским СМО.

В рельефе территория Татальского СМО выражена полого-волнистой равниной на морских верхнехвалынских отложениях с участками грядового рельефа и массивами перевеянных песков. Рельеф равнинный, представлен Прикаспийской низменностью. По низменности разбросано большое количество мелких озерных котловин, песчаных гряд и бугров. На территории СМО преобладают бурые полупустынные почвы

### Гидрография
Гидрографическая сеть не развита. Население обеспечивается водой из шахтных колодцев.

### Климат
Климат территории резко континентальный, сухой: лето жаркое и очень сухое, зима малоснежная, иногда с большими холодами, погода характеризуется крайней неустойчивостью. Температура воздуха имеет резко выраженный годовой ход. Минимальная температура января – 35…-37 С. Средние температуры июля составляют от + 23,5 до + 26 С. Абсолютный максимум температуры в жаркие года достигает + 40 + 44 С. Среднегодовая температура - 8,6 С. Специфической особенностью описываемой территории являются засухи и суховеи. В Татальском СМО число дней с указанными неблагоприятными природными явлениями может достигать 119 дней.

## Население
| 2002 | 2010 | 2011 | 2012 | 2013 | 2014 | 2015 |
| ---- | ---- | ---- | ---- | ---- | ---- | ---- |
| 746  | ↗778 | ↘772 | ↘769 | ↘756 | ↘729 | ↗735 |
| 2016 | 2017 | 2018 | 2019 | 2020 | 2021 |      |
| ↗749 | ↘742 | ↗750 | ↗759 | ↗761 | ↘633 |      |

По состоянию на 1 января 2012 г. численность населения СМО составила 742 человека. Большая часть населения проживает в посёлке Татал. В возрастном составе преобладает население в трудоспособном возрасте (64,2%). Доля лиц пенсионного возраста - около 12%. Доля детей составляет 23%. Татальское СМО характеризуется низкими показателями рождаемости и относительно низкими показателями смертности. Миграционный прирост положительный.

### Национальный состав
В СМО проживают представители 7 народов. В национальном составе преобладают калмыки (97%), доля остальных народов незначительна.

## Состав сельского поселения
| № | Населённый пункт | Тип населённого пункта          | Население |
| - | ---------------- | ------------------------------- | --------- |
| 1 | Татал            | посёлок, административный центр | ↗649      |
| 2 | Чомпот           | посёлок                         | ↘120      |

## Экономика
Сельское хозяйство является базовой отраслью специализации Татальского СМО. Земли сельскохозяйственного назначения занимают 125,2 тыс. га (99,8% от общей площади), из них 98% приходится на пастбища. На территории Татальского СМО действует сельскохозяйственное предприятие - СПК «Татал», а также 25 КФХ и 80 ЛПХ. Все субъекты хозяйственной деятельности специализируются на животноводстве.

## Транспортная инфраструктура
По территории СМО проходят автодорога республиканского значения Цаган-Аман - Утта и автодороги местного значения Чомпот - Харба и Чомпот - Барун (без покрытия).